# 小乃東風
小乃 東風（おの とうふう）は、高橋留美子の漫画『らんま1/2』、及びその派生作品に登場する架空の人物。

## 人物
天道道場の近くで「小乃接骨院」を営む医者で、通称・東風先生。性格は冷静で優しく、少々お茶目。人体骨格標本の名前はベティちゃん。
腕は良く、人体について精通している。人体に関する書物を多く持ち、早乙女乱馬から調べ物を頼まれている。体術の心得もある模様。
天道あかねは小学生の時から怪我をする度に治してもらっている常連患者。あかねにとって東風は初恋の相手だったが、東風は天道かすみが好きで、彼女が目の前に現れると緊張のあまり異常な行動に出る。
一時、早乙女玄馬やシャンプーをアルバイトとして雇っていた。
原作では13巻を最後に登場しなくなるが、アニメでは中盤以降も時折登場する。アニメ版1期では彼の母親が登場するエピソードがあり、蛙仙人との戦いでは、らんまやあかねでも手を焼いた手下の蛙の群れをすごい速さでツボを突いて眠らせるなど、原作では見ることのできなかった強さを披露した。
ドラマでは、接骨院を営む医者兼風林館高校の校医である。早雲と同門の無差別格闘の門下生であり、女子更衣室の地下にある和風男溺泉の管理を密かに任されていた。

## キャスト
声優
- 三ツ矢雄二（テレビアニメ版〈1989年〉）
- 森川智之（テレビアニメ版〈2024年〉）

俳優
- 谷原章介（実写ドラマ版）